# Nematus spiraeae
Nematus spiraeae är en stekelart som beskrevs av Ernst Gustav Zaddach 1883. Nematus spiraeae ingår i släktet Nematus, och familjen bladsteklar. Arten är reproducerande i Sverige.